# Heiderscheidergrund
Heiderscheidergrund (en luxemburguès: Heischtergronn; en alemany:  Heiderscheidergrund) és una vila de la comuna de Esch-sur-Sûre, situada al districte de Diekirch del cantó de Wiltz. Està a uns 33 km de distància de la ciutat de Luxemburg.
La vila té l'única capella octogonal del país. El poble està travessat pel Sauer, un afluent del Mosel·la.

## Història
Heiderscheidergrund era una vila de la comuna d'Esch-sur-Sûre i Heiderscheid fins a la fusió formal d'aquesta última amb Esch-sur-Sûre l'1 de gener de 2012.